# Палацо Пјана (Козенца)
Палацо Пјана је насеље у Италији у округу Козенца, региону Калабрија.
Према процени из 2011. у насељу је живело 30 становника. Насеље се налази на надморској висини од 127 м.